# WRB – Schottwien und Thalhof
Die WRB – Schottwien und Thalhof waren Dampflokomotiven der Wien–Raaber (Gloggnitzer) Eisenbahn (WRB).
Die Maschinenfabrik der WRB, die spätere Lokomotivfabrik der StEG, war 1842 so weit, dass John Haswell, der Leiter der Fabrik, gekröpfte Achsen bei diesen Lokomotiven einzusetzen wagte.
Da die 1A1-Bauart höhere Geschwindigkeiten erlaubte, kehrte er zu dieser Bauart mit Innenantrieb zurück.
Haswell setzte bei diesen Lokomotiven erstmals nicht mehr die halbkugelförmigen Feuerbüchsen ein, die zu Undichtheiten geneigt hatten, und denen er wahrscheinlich nicht zu Unrecht eine Teilschuld an den Explosionen mehrerer Kessel gab. Außerdem verwendete er erstmals die Expansionssteuerung (System Meyer). Nicht bewährte sich allerdings seine Idee, die Innenrahmen am Stehkessel zu befestigen, da das durch den fehlenden Massenausgleich auf den Rädern zur Beschädigung der Rahmen führte.
Beide Maschinen kamen 1853 zur Südlichen Staatsbahn.
Die SCHOTTWIEN kam gemeinsam mit den beiden Lokomotiven HÖLLENTHAL und NEUNKIRCHEN sowie mit der MEIDLING 1856 zur Östlichen Staatsbahn, wo sie den neuen Namen CLAJ erhielt. Von dort ist sie bei der Übernahme der Östlichen Staatsbahn durch die Galizische Carl Ludwig-Bahn (CLB) noch zur CLB gekommen und wurde 1861 ausgemustert. Die THALHOF kam noch zur Südbahn, bekam die Nummer SB 805 und wurde 1860 ausgemustert.